# Zene tíz húrra és egy dobosra
A Zene tíz húrra és egy dobosra, a Skorpió együttes hetedik albuma. Az album 2013-ban egy CD-n is megjelent a Grund Records jóvoltából. Az újrakiadás 9. helyezést ért el a MAHASZ Top 40 album-, DVD- és válogatáslemez-listáján.

## Az album dalai
| 1.    | Elindulunk         |                                       | 3:27 |
| 2.    | De jó lenne haver  |                                       | 5:32 |
| 3.    | A vén koldus       |                                       | 4:06 |
| 4.    | Énekeld            |                                       | 4:44 |
| 5.    | A folyóparton ülve |                                       | 3:04 |
| 6.    | Tizenöt éves srác  |                                       | 5:30 |
| 7.    | Hej, hej, de olcsó |                                       | 4:14 |
| 8.    | Ha ember lettem    |                                       | 4:03 |
| 9.    | Az új generáció    | CD bonus track, kislemezfelvétel 1979 | ?    |
| 10.   | Előre nézz!        | CD bonus track, kislemezfelvétel 1979 | ?    |
| 34:40 |                    |                                       |      |

## Közreműködött
- Frenreisz Károly – ének, basszusgitár, szaxofon
- Tátrai Tibor – gitár
- Papp Tamás – dobok, ének